# Pozsega vármegye
Pozsega vármegye (horvátul: Požega, Požeška županija, szlovákul: Požecká župa) közigazgatási egység volt a Magyar Királyság déli részén. Területe jelenleg Horvátországhoz tartozik.

## Földrajz
A vármegye területének északi része hegység, délen a Száva folyó széles síksága volt. Északról Verőce vármegye, keletről Szerém vármegye, délről Bosznia tartomány, nyugatról pedig Belovár-Kőrös vármegye és Zágráb vármegye határolta.

## Történelem
A vármegye területe a honfoglalás során került magyar fennhatóság alá, majd az államalapítással betagozódott a magyar vármegyerendszerbe.
Nevét először 1200 körül Anonymus Gesta Ungaroruma említette, ebből következtetve annyi bizonyos, hogy a vármegye és a várispánság a 12. században már megvolt.
Innen származik a Szapolyai-család, I. János magyar király ősei.
1526 és 1699 között az Oszmán Birodalom része volt, majd a Karlócai béke értelmében részben a Szlavón bánság, részben a Katonai Határőrvidék részeként visszakerült a magyar korona fennhatósága alá, de gyakorlatilag Habsburg irányítás alá került. Az 1868-as horvát-magyar kiegyezés értelmében a magyar fél végleg lemondott a területre vonatkozó történelmi jogairól, ezzel és a Határőrvidék polgárosításával az autonóm Horvát-Szlavónország közigazgatásának része lett.
1918-tól a vármegye területét a Szerb-Horvát-Szlovén Királysághoz csatolták. A II. világháború alatt a vármegye területe az usztasa Horvátországhoz tartozott, majd 1945-től újra Jugoszláviához ezen belül a horvát tagköztársasághoz. 1991-óta a független Horvátország része.

## Lakosság
A vármegye összlakossága 1910-ben 265 272 személy volt, ebből:
- 142 616 horvát (53,76%)
- 66 783 szerb (25,17%)
- 16 462 magyar (6,20%)
- 13 143 német (4,95%)
- 3 352 szlovák (1,26%)
- 2 888 ruszin (1,08%)

## Közigazgatás
A vármegye hat járásra volt felosztva:
- Bródi járás, székhelye Bród (horvátul: Slavonski Brod)
- Daruvári járás, székhelye Daruvár (horvátul: Daruvar)
- Pekerszerdahelyi/Pakraci járás, székhelye Pakrác (horvátul: Pakrac)
- Pozsegai/Pozsegavári járás, székhelye Pozsega (horvátul: Požega)
- Újgradiskai járás, székhelye Újgradiska (horvátul: Nova Gradiška)
- Újvári/Novszkai járás, székhelye Újvár (horvátul: Novska)